# Harry Coppell
Harry Coppell (11 luglio 1996) è un astista britannico.

## Biografia
Cresciuto a Billinge, una delle parrocchie costitutive di St Helens Coppell ha debuttato internazionalmente nel 2013 vincendo il titolo ai Mondiali allievi in Ucraina. Dopo aver vinto il titolo nazionale britannico a Birmingham, si è qualificato ai Mondiali in Qatar, non disputando la gara a causa di un infortunio.
Nel 2020, in occasione dei campionati nazionali a Manchester, ha confermato il proprio primato e stabilito un nuovo record nazionale.

## Palmarès
| Anno | Manifestazione          | Sede       | Evento           | Risultato      | Prestazione | Note                                     |
| ---- | ----------------------- | ---------- | ---------------- | -------------- | ----------- | ---------------------------------------- |
| 2013 | Mondiali U18            | Donec'k    | Salto con l'asta | Oro            | 5,25 m      | Miglior prestazione personale            |
| 2014 | Mondiali U20            | Eugene     | Salto con l'asta | 10º            | 5,20 m      |                                          |
| 2015 | Europei U20             | Eskilstuna | Salto con l'asta | 9º             | 5,20 m      |                                          |
| 2019 | Mondiali                | Doha       | Salto con l'asta | dns (q)        | dns (q)     |                                          |
| 2021 | Giochi olimpici         | Tokyo      | Salto con l'asta | 7º             | 5,80 m      | Miglior prestazione personale stagionale |
| 2022 | Mondiali                | Eugene     | Salto con l'asta | 19º (q)        | 5,50 m      |                                          |
| 2022 | Giochi del Commonwealth | Birmingham | Salto con l'asta | Bronzo         | 5,50 m      |                                          |
| 2022 | Europei                 | Monaco     | Salto con l'asta | Qualificazione | nm          |                                          |

## Campionati nazionali
- 2 volte campione nazionale del salto con l'asta (2019, 2020)